# 吳睿
吳睿（？—？），江南松江府華亭縣人，清朝政治人物。

## 生平
雍正十三年（1735年）署廣東永安縣知縣，乾隆元年（1736年）離任。